# 梁裕恆
梁裕恆（英語：Flow Leung Yu Hang，1985年8月24日—），香港男演員、健身教練及《2016年度香港先生選舉》參加者，曾為無綫電視基本藝人合約藝員。

## 簡歷
梁裕恆從小在長沙灣蘇屋邨長大，曾就讀聖公會聖多馬小學及中聖書院，涉足演藝圈前曾任職港島區消防員（2010 - 2016年），2016年參加 ViuTV 真人秀節目《脫獨工程》，亦報名參加《香港先生選舉》且成功晉級最後十強，落選後便加入無綫電視，入讀為期3個月的2016 - 17年度演藝進修班，2017年3月3日正式簽約成為旗下合約藝員；出道以來多演閒角為主，但翌年因參演邵氏兄弟劇集《飛虎之潛行極戰》內特別任務連隊員「張可程」一角，展示了健碩身形而受到觀眾注目。
2019年4月，梁裕恆透過其面書、Instagram 及 YouTube 發文支持黃心穎，並認為她才是「安心偷食事件」裡的受害者，結果引起網民不滿和被指故意突顯自己；事後也跟唐詩詠對罵，仍繼續被輿論批評，但最終還是悉數刪走相關貼文與影片。他除了當演員，亦有兼職泰拳及健身教練，曾以「Wolf」名義參與2016年《雷霆猛男亞洲區選拔賽》，贏取「網上我最喜愛至 Fit 猛男」獎項；又於《2018環球國際邀請賽（香港站）》中奪得男子健體組別冠軍。2020年2月，他選擇離開無綫電視，結束僅3年的賓主關係，《機場特警》及《殺手》成为其告别作；同年4月底在社交網站就「已婚黎振燁與朱智賢車廂出軌事件」表達意見，以及批評同屆香港先生選舉參賽者黎振燁人品。

## 演出作品

### 電視劇
| 首播         | 劇名              | 角色                       |
| 無綫電視     |                   |                            |
| 2017至2019年 | 愛·回家之開心速遞 | Richard（第189集）         |
| 2017至2019年 | 愛·回家之開心速遞 | 大隻佬（第300集）          |
| 2017至2019年 | 愛·回家之開心速遞 | Oscar（第323集）           |
| 2017至2019年 | 愛·回家之開心速遞 | 搬運工頭（第460集）        |
| 2017至2019年 | 愛·回家之開心速遞 | Tyrone（第503集）          |
| 2017至2019年 | 愛·回家之開心速遞 | 古天樂（第579集）          |
| 2018年       | 棟仁的時光        | 貴 客（第12集）            |
| 2018年       | 兄弟              | Nash Tan（第1 - 3集）      |
| 2019年       | 包青天再起風雲    | 衙 差（第16、18集）        |
| 2019年       | 她她她的少女時代  | 「DPC Fitness」私人教練    |
| 2019年       | 金宵大廈          | 手機店職員（第1、5、14集） |
| 2019年       | 解決師            | 喪昇手下（第6集）          |
| 2020年       | 機場特警          | 柴一龍                     |
| 2020年       | 那些我愛過的人    | 男 伴（第1集）             |
| 2020年       | 殺手              | 壯 男（第16集）            |
| 2020年       | 過街英雄          | 爆肌男（第4集）            |
| 2020年       | 反黑路人甲        | 男主角（第14集）           |
| 邵氏兄弟     |                   |                            |
| 2018年       | 飛虎之潛行極戰    | 張可程                     |

### 電視節目
| 首播     | 節目名                    | 備註         |
| ViuTV    |                           |              |
| 2016年   | 脫獨工程                  | 固定參加者   |
| 無綫電視 |                           |              |
| 2016年   | 萬千星輝放暑假            | 固定演出嘉賓 |
| 2016年   | 當香港小姐遇上香港先生    | 固定演出     |
| 2016年   | 2016年度香港先生選舉      | 十強選手     |
| 2016年   | 跳躍飛騰TVB邁向50周年     | 固定演出     |
| 2016年   | 萬千星輝賀台慶            | 固定演出嘉賓 |
| 2016年   | 2017 TVB節目巡禮星光晚宴  | 固定嘉賓     |
| 2017年   | 群星拱照Big Big Channel   | 固定嘉賓     |
| 2017年   | TVB金禧晚宴暨2018節目巡禮 | 固定嘉賓     |
| 2017年   | 萬千星輝賀台慶            | 固定演出嘉賓 |
| 2018年   | 降魔的 捉妖遊戲           | 固定演出     |

### 微電影
| 首映   | 電影名                    | 角色     |
| 2017年 | 天網（《使徒行者2》前傳） | 職業殺手 |

## 曾獲獎項與提名
| 年份   | 獎項                                            | 結果 |
| 2016年 | 雷霆猛男亞洲區選拔賽「網上我最喜愛至 Fit 猛男」 | 獲獎 |
| 2018年 | 2018環球國際邀請賽（香港站） - 男子健體組別冠軍 | 獲獎 |

## 外部連結
- Flow Leung的Facebook專頁
- 私人健身教練Flow Leung的Facebook專頁
- 梁裕恆的Instagram帳戶
- YouTube上的Flow Leung頻道
- 《2016香港先生選舉》 - 3. 梁裕恆 Leung Yu Hang , Flow - 型男檔案 - tvb.com（页面存档备份，存于）